# Erin Brown
Erin Brown (East St. Louis, Illinois; 16 de octubre de 1979), nacida como Erin DeWright, es una actriz, cantante y modelo estadounidense. Ha protagonizado más de medio centenar de películas de Serie B con los nombres artísticos Sadie Lane y Misty Mundae.

## Carrera cinematográfica

### Softcore
Entre 1997 y 2002, Brown trabajó para la productora de cine pornográfico Factory 2000. Firmó un contrato exclusivo con E.I. Independent Cinema, actuando principalmente en pornografía softcore bajo el nombre artístico de Misty Mundae. Durante este período, también apareció (como Misty Mundae) en la película hardcore de 1999 Vampire Strangler, junto a su entonces novio William Hellfire, que también dirigió la película.
En el año 2000, viajó a París para rodar la coproducción franco-estadounidense Vampire of Notre Dame, que posteriormente fue adquirida y distribuida por Seduction Cinema bajo el título An Erotic Vampire in Paris. Brown también escribió, dirigió y protagonizó en 2002 un remake de la película de 1969 Lustful Addiction. Otras películas producidas por E.I. y protagonizadas por Brown como Misty Mundae son Play-Mate of the Apes (2002), Spiderbabe (2003) y The Lord of the G-Strings: The Femaleship of the String (2004).

### Películas de terror
En 1999, apareció en una película de Serie B inspirada en la masacre de Columbine titulada Duck! The Carbine High Massacre. Interpreta a Misty en la película de 2002 Mummy Raider, en la que lucha contra un malvado científico neonazi y una antigua momia. En 2003, Brown comenzó a actuar en películas de terror de bajo presupuesto producidas por la división de terror de E.I. Independent Cinema, Shock-O-Rama Cinema, como The Screaming Dead o Bite Me!. En el Festival Internacional de Cine y Guiones de Nueva Jersey de 2006 (que posteriormente pasó a llamarse Festival Internacional de Cine de Hoboken), fue nominada a la Mejor actriz por su papel en el thriller psicológico Sinful.
Más tarde, en 2003, apareció en el vídeo musical de CKY para su canción Shock and Terror, dirigido por Bam Margera. En 2004, Brown lanzó su cortometraje Voodoun Blues directamente en DVD a través de Shock-O-Rama Cinema. Poco después, vendió su participación en el nombre de Misty Mundae a E.I. Independent Cinema, abandonó la empresa y se retiró del cine softcore para dedicarse a la actuación convencional.
Trabajando como Erin Brown, Brown actuó entonces en varias películas de terror independientes, como Shadow: Dead Riot, de Tony Todd, una adaptación cinematográfica de la novela homónima de Jack Ketchum. Actuó junto a Angela Bettis en "Sick Girl", un episodio de enero de 2006 de la serie Masters of Horror de Showtime. Ella y Homeward Band (la banda de su novio) contribuyeron con la música de "Sick Girl", pero no fueron acreditados.
El éxito de Brown en el cine de terror fue tal que un artículo de Sci Fi Weekly incluyó a Misty Mundae en "la lista de iconos vivos del terror, aquellos por cuyas películas se pagaría para verlas o alquilarlas, aquellos a los que se haría cola para dar la mano o pedir un autógrafo", junto con Robert Englund, Linda Blair, Malcolm McDowell, Cassandra Peterson y Jamie Lee Curtis, entre otros.

### Últimos años
En 2005, E.I. Independent Cinema -que pasó a llamarse Pop Cinema- anunció su intención de seguir estrenando películas softcore previamente rodadas y protagonizadas por Brown como Misty Mundae.
En agosto de 2006, Brown tuvo un papel importante en The Rage, dirigida por Robert Kurtzman, que se publicó en DVD en 2008. En 2007, tuvo un papel secundario en la película independiente All Along, una comedia romántica escrita y protagonizada por Bill Page. También protagonizó la película de los hermanos Polonia Splatter Beach en 2007. En marzo de 2007, tuvo un papel en Dying God, dirigida por Fabrice Lambot, que se estrenó en Francia en 2008.
En enero de 2008, Pop Cinema anunció una gira de convenciones limitada para promocionar el lanzamiento de An Erotic Werewolf in London. Brown apareció como Mundae para saludar a los fans en espectáculos como Fangoria's Weekend of Horrors y Chiller Theatre. Un mes más tarde, salió a la venta una edición de coleccionista de dos DVD de Vampire Strangler. En julio de 2008, Screamkings.com obtuvo la licencia del nombre de Misty Mundae de Pop Cinema y anunció el largometraje Sculpture, el primer largometraje protagonizado por Brown como Misty Mundae desde el Shock-O-Rama de 2005.
En 2009, comenzó a aparecer en la serie de televisión de Cinemax Lingerie como Stephanie.
En 2012, Lukas Persson dirigió This Girl's Gun, un corto western postapocalíptico protagonizado por Brown, que le valió el premio a la Mejor actriz en el Festival de Cine PollyGrind de 2012.
En 2016, protagonizó junto al actor y director Sean Weathers la película de misterio criminal The New York Butcher.